# Michel Robert
Michel Henri Noël Robert (* 24. Dezember 1948 in Corbelin) ist ein französischer Springreiter.

## Werdegang
Michel Robert begann mit 4 Jahren das Reiten, damals noch auf einem Schaf. Mit 5 Jahren bekam er die Möglichkeit, die Pferde seines Vaters, eines Landarztes, zu reiten. In seiner Jugendzeit ritt Robert erst auf regionaler, dann auch nationaler Ebene sowohl Vielseitigkeit, Dressur- und Springreiten. Mit 18 Jahren, nach Abschluss seiner Ausbildung, begab er sich in die Ställe verschiedener internationaler Reiter dieser Zeit, um hier zu lernen. In dieser Phase blieb er einige Jahre in Béligneux im Département Ain – im Stall des französischen Vielseitigkeitsreiter Jean Sarrazin. Im Jahr 1971 nahm er an der Europameisterschaft der Vielseitigkeitsreiter in Burghley House teil. Im folgenden Jahr folgte die Teilnahme an den Olympischen Spielen in München, ebenfalls in der Vielseitigkeit.
In Folge spezialisierte sich Robert auf die Disziplin Springreiten. Bereits 1982 nahm er als Springreiter mit Ideal de la Haye an den Weltmeisterschaften in Dublin teil. Hier gewann er mit der französischen Mannschaft den Titel und dazu im Einzel noch die Bronzemedaille. Bis heute folgten eine Vielzahl von Teilnahmen an Europa- und Weltmeisterschaften; so gewann er bei der Weltmeisterschaft 1994 mit Sissi de la Lande in Den Haag Silber im Einzel. Dies war ihm ein Jahr zuvor bereits mit demselben Pferd bei den Europameisterschaften in Gijón gelungen. Herausragende Erfolge waren ebenfalls die Einzel- und Mannschaftssiege bei den Mittelmeerspielen 1993 und 1997.
Einige Monate nach dem Verkauf seines Toppferdes Kellemoi de Pepita übernahm Robert ab April / Mai 2012 den Beritt mehrerer Pferde für „Haras de Hus“, eines der größten französischen Privatgestüte. Damit trat er die Nachfolge von Kevin Staut an.
Er betreibt mit seiner Frau Dominique (die ebenfalls auf internationalen Springreitturnieren antritt) in Fretignier bei Lyon eine Anlage und ist als Reiter, in der Ausbildung und im Pferdehandel aktiv. Er hat außerdem verschiedene Werke (Bücher, Filme) über seine Arbeitsweise veröffentlicht. Michel Robert hat zwei Kinder. Im Herbst 2013 gab Michel Robert zunächst das Ende seiner aktiven Sportlaufbahn bekannt. Er werde zwar weiterhin reiten, sich aber vermehrt auf Lehrgänge konzentrieren und als Autor tätig sein. Im Jahr 2015 wandte er sich wieder vermehrt dem aktiven Sport zu und startete auf CSI 2*- und 3*-Turnieren.

## Wichtige Erfolge

### Vielseitigkeit
- Olympische Spiele:
  - 1972: mit Vandale 17. Platz im Einzel (bester französischer Vielseitigkeitsreiter) und 11. Platz in der Mannschaft

### Springreiten
- Olympische Spiele:
  - 1988: mit La Fayette 3. Platz in der Mannschaft und 16. Platz im Einzel
  - 1992: mit Nonix 3. Platz in der Mannschaft und 45. Platz im Einzel
- Weltmeisterschaften:
  - 1982, Dublin: mit Ideal de la Haye 1. Platz in der Mannschaft und 3. Platz im Einzel
  - 1986, Aachen: mit La Fayette 3. Platz in der Mannschaft und 27. Platz im Einzel
  - 1994, 2. Weltreiterspiele (Den Haag): mit Sissi de la Lande 2. Platz in der Mannschaft und 2. Platz im Einzel
  - 2006, 5. Weltreiterspiele (Aachen): mit Galet d'Auzay 11. Platz in der Mannschaft und 38. Platz im Einzel
- Europameisterschaften:
  - 1983, Hickstead: mit Grand Coeur 5. Platz in der Mannschaft und 14. Platz im Einzel
  - 1985, Dinard: mit La Fayette 4. Platz in der Mannschaft und 16. Platz im Einzel
  - 1987, St. Gallen: mit La Fayette 2. Platz in der Mannschaft und 13. Platz im Einzel
  - 1989, Rotterdam: mit La Fayette 2. Platz in der Mannschaft und 11. Platz im Einzel
  - 1991, La Baule: mit Nonix 4. Platz in der Mannschaft und 15. Platz im Einzel
  - 1993, Gijón: mit Sissi de la Lande 3. Platz in der Mannschaft und 2. Platz im Einzel
  - 1999, Hickstead: mit Auleto 5. Platz in der Mannschaft und 4. Platz im Einzel
  - 2003, Donaueschingen: mit Galet d'Auzay 2. Platz in der Mannschaft und 15. Platz im Einzel
- Mittelmeerspiele:
  - 1993, Perpignan: mit Sissi de la Lande 1. Platz in der Mannschaft und im Einzel
  - 1997, Bari: mit Auleto 1. Platz in der Mannschaft und im Einzel
- weitere Einzelerfolge (in Auswahl):
  - 2003: 3. Platz im Großen Preis von Aachen (CSIO 5*) mit Galet d'Auzay
  - 2004: 2. Platz im Großen Preis von Bordeaux mit Olympia, 2. Platz in den Großen Preisen von La Baule und Rom (beide CSIO 5*) mit Galet d'Auzay, 2. Platz im Großen Preis von La Coruna (CSI 4*) mit Galet d'Auzay
  - 2007: 1. Platz in der Weltcupprüfung von Bordeaux mit Galet d'Auzay
  - 2008: 4. Platz im Großen Preis von Madrid (CSI 5*) mit Mme Pompadour, 1. Platz im World Top Ten Final beim CSI 5* Brüssel mit Kellemoi de Pepita
  - 2009: 2. Platz im Großen Preis von Arezzo (CSI 5*), GCT-Wertungsprüfung mit Kellemoi de Pepita, 3. Platz mit Großen Preis von Valkenswaardo (CSI 5*), GCT-Wertungsprüfung, 1. Platz im Finale der Global Champions Tour in Doha mit Kellemoi de Pepita, 2. Platz im Großen Preis von Stuttgart (Weltcupprüfung, CSI 5*-W) mit Kellemoi de Pepita
  - 2010: 1. Platz im Großen Preis des CSI 4* Vejer de la Frontera mit Kellemoi de Pepita, 1. Platz im Grand Prix Equidia in Chantilly (CSI 5*) mit Kellemoi de Pepita, 4. Platz im Großen Preis von Maastricht (CSI 4*) mit Kellemoi de Pepita, 1. Platz im Preis der Stadt La Coruña (CSI 5*) mit Kellemoi de Pepita
  - 2011: 1. Platz in der Weltcupprüfung von Vigo (CSI 5*-W) mit Kellemoi de Pepita, 2. Platz im Großen Preis von Dublin (CSIO 5*) mit Kellemoi de Pepita
  - 2012: 2. Platz im Großen Preis der zweiten Woche der Sunshine Tour (CSI 3* Vejer de la Frontera) mit Kaloe des Perrieres, 1. Platz im Großen Preis von Verbier (CSI 3*) mit Nenuphar'Jac, 2. Platz im Großen Preis des CSI 5* von A Coruña mit Oh d'Eole
  - 2013: 2. Platz in den Großen Preisen der dritten und vierten Woche der Sunshine Tour (CSI 3* Vejer de la Frontera) mit Oh d'Eole, 1. Platz im Großen Preis eines CSI 2* in Oliva mit Nenuphar'Jac, 3. Platz im Großen Preis von Le Touquet (CSI 3*) mit Oh d'Eole, 1. Platz im Großen Preis von Bourg en Bresse (CSI 4*) mit Oh d'Eole, 2. Platz im Großen Preis von Franconville (CSI 4*) mit Oh d'Eole, 1. Platz im Großen Preis von Megeve (CSI 3*) mit Nenuphar'Jac
  - 2016: 1. Platz im Großen Preis des CSI 1* von Vittel mit Surf de la Cense, 1. Platz im Großen Preis des CSI 2* von Valence mit Surf de la Cense
  - 2017: 3. Platz im Großen Preis eines CSI 2* in Mâcon Chaintré mit Surf de la Cense, 1. Platz im Großen Preis des CSI 2* von Valence mit Undiams de Varenne, 1. Platz im Großen Preis eines CSI 3* in Mâcon Chaintré mit Undiams de Varenne

(Stand: 6. Oktober 2017)

## Pferde (in Auswahl)
- Galet d'Auzay (* 1994), fuchsfarbener Selle-Francais-Wallach, Vater: Leprince de Thurin, Muttervater: Double Espoir[9]
- Kellemoi de Pepita (* 1998; † 2012), braune Selle Francais-Stute, Vater: Voltaire, Muttervater: Jalme des Mesnuls, ab 2012 von Scheich Ali bin Chalid Al Thani geritten, im Mai 2012 an den Folgen einer Kolik verstorben[10][11][12]
- Mme Pompadour (* 1995, ursprünglich Hydra des Ibis), fuchsfarbene Selle Francais-Stute, Vater: Apache d'Adriers, Muttervater: Effendi II, seit März 2009 vom spanischen Springreiter Sergio Alvarez Moya geritten[13][14]
- Zeta de Hus (* 2000; † 2013, ursprünglicher Name: Picobello Zeta Z), braune Zangersheider Stute, Vater: Zandor Z, Muttervater: Atlantus Z, bis 2009 von Mario Piasecki geritten, anschließend bis März 2012 von Kevin Staut geritten, wurde nach einem Bruch des hinteren linken Beins eingeschläfert[15][16]
- Oh d'Eole (* 2002), Selle Francais-Rappstute, Vater: Kannan, Muttervater: Papillon Rouge; bis 2011 von McLain Ward geritten, anschließend bis Juli 2012 von Marc Bettinger geritten; ab dem Dezember 2013 von Kevin Staut und ab Dezember 2014 von Grégory Wathelet geritten[17]